# Papiro Insinger

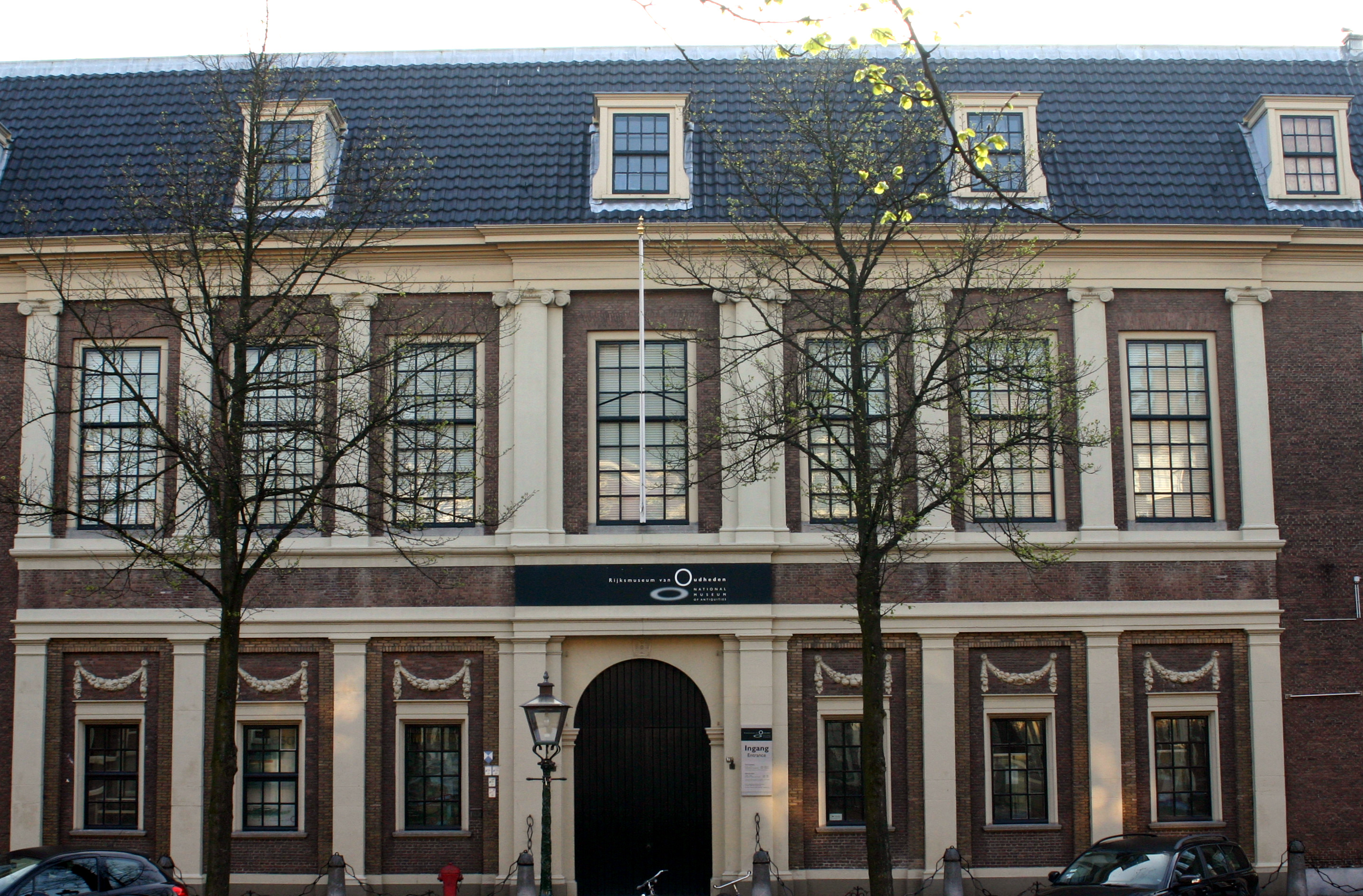
Il papiro Insinger è conservato presso il museo Rijksmuseum van Oudheden

Il papiro Insinger è un papiro risalente all'antico Egitto che contiene uno dei più antichi scritti esistenti che trattino l'insegnamento della conoscenza egizia (Sebayt). Il manoscritto risale al II secolo circa, e la porzione principale è conservata presso il Rijksmuseum van Oudheden di Leida.

## Contenuto
Il papiro Insinger è un frammento di rotolo di papiro a cui manca la parte iniziale e quella finale, la cui dimensione è di circa 612 × 27.5 cm. Il testo è scritto sul recto.
Il testo è un esempio di letteratura egizia che tratta l'insegnamento della conoscenza (Sebayt) e mostra come le tradizioni egizie perdurarono anche durante i regni stranieri, e come si adattarono alle nuove richieste del tempo.
Il manoscritto è una collezione di scritti, e comprende 25 capitoli sopravvissuti.
La scrittura è divisa in diversi argomenti, con numerosi capitoli, e contiene oltre 800 massime.
Le massime sono scritte su una linea come un proverbio, ad esempio:
- "Il sibilo di un serpente è più efficace del raglio di un asino"
- "Un piccolo serpente contiene veleno"
- "Un serpente su cui si cammina emette un forte veleno"
- "Un coccodrillo non muore di paura, muore di fame"
- "È Dio che fornisce prosperità, è l'uomo saggio che la conserva"

Il testo è scritto in demotico, ed è stato datato tra l'anno zero ed il 100, durante il periodo greco ed il periodo romano. Si tratta probabilmente della trascrizione di un manoscritto più antico.

## Storia
Non si sa quando il rotolo sia stato scoperto. Nel 1895 fu venduto ad Akhmim da un uomo d'affari francese di nome Frenay ad un fotografo olandese nonché antiquario, Jan Herman Insinger. In quel periodo Insinger viveva a Luxor, dove tra le altre cose collaborava con Gaston Maspero.
Questo manoscritto è il più completo ed importante tra i testi tuttora esistenti che trattano l'insegnamento della conoscenza, uno dei generi più antichi della letteratura egizia. Diversamente da altri insegnamenti di saggezza che enfatizzano il comportamento sociale, il papiro Insinger Papyrus pone enfasi sul comportamento eticamente corretto.
Nel 1922 l'olandese Pieter Adriaan Aart Boeser ne pubblicò la prima trascrizione e traduzione in un articolo intitolato "Transkription und Übersetzung des Papyrus Insinger", all'interno della rivista Internationales Archiv für Ethnographie.
Nel 1926 il ceco František Lexa pubblicò una trascrizione con commenti ed interpretazioni in francese nel libro Papyrus Insinger.
Alla fine degli anni settanta Karl-Theodor Zauzich, inserviente dell'University of Pennsylvania Museum of Archaeology and Anthropology, scoprì altri tre frammenti del papiro Insinger all'interno della collezione del proprio museo. Erano stati acquistati dal museo in Egitto nel 1910.
Il numero d'archivio del papiro presso il Rijksmuseum van Oudheden è F 95 / 5.1, mentre quello del Penn Museum è E 16333 A-C.